# Spoorlijn Bad Soden - Frankfurt-Höchst
De spoorlijn Bad Soden - Frankfurt-Höchst ook wel Sodener Bahn genoemd is een Duitse spoorlijn als lijn 3640 onder beheer van DB Netze.

## Geschiedenis
Het traject werd door de Sodener Actien-Gesellschaft op 22 mei 1847 geopend.
De bedrijfsvoering werd uitgevoerd door de Taunus-Eisenbahn-Gesellschaft.

## Treindiensten

### Deutsche Bahn
De Deutsche Bahn verzorgde tot 1979 het personenvervoer op dit traject met RB-treinen.

### Frankfurt-Köningsteiner Eisenbahn
De Frankfurt-Köningsteiner Eisenbahn werd in 1901 opgericht als Kleinbahn AG Höchs-Köningstein is voor 100% aandeelhouder van de Hessische Landesbahn GmbH.
Het personenvervoer wordt sinds 2005 uitgevoerd door de Hessische Landesbahn met treinstellen van het type VT 2E en van het type Lint.

### S-Bahn
De S-Bahn, meestal de afkorting voor Stadtschnellbahn, soms ook voor Schnellbahn, is een in Duitsland ontstaan (elektrisch) treinconcept, welke het midden houdt tussen de Regionalbahn en de Stadtbahn. De S-Bahn maakt meestal gebruik van de normale spoorwegen om grote steden te verbinden met andere grote steden of forensengemeenten. De treinen rijden volgens een vaste dienstregeling met een redelijk hoge frequentie.

#### S-Bahn Rhein-Main
Van 1979 tot 1997 was er S-Bahnverkeer van de S3 op de Sodener Bahn.

## Aansluitingen
In de volgende plaatsen was of is er een aansluiting van de volgende spoorwegmaatschappijen:

### Bad Soden
- Sodener Bahn spoorlijn tussen Frankfurt-Höchst en Bad Soden am Taunus
- Limesbahn spoorlijn tussen Bad Soden en Niederhöchstadt

### Frankfurt-Höchst
- Taunusbahn spoorlijn tussen Frankfurt am Main en Wiesbaden
- Königsteiner Bahn spoorlijn tussen Frankfurt-Höchst en Königstein im Taunus
- Sodener Bahn spoorlijn tussen Bad Soden en Frankfurt-Höchst

## Elektrische tractie
Het traject werd in 1979 geëlektrificeerd met een spanning van 15.000 volt 16⅔ Hz wisselstroom.
In 1997 werd de bovenleiding verwijderd.